# Lucidestea laterea
Lucidestea laterea is een slakkensoort uit de familie van de Rissoidae. De wetenschappelijke naam van de soort is voor het eerst geldig gepubliceerd in 1956 door Charles Francis Laseron.